# Odorrana exiliversabilis
Odorrana exiliversabilis är en groddjursart som beskrevs av Li, Ye, Fei in Fei, Ye och Li 200. Odorrana exiliversabilis ingår i släktet Odorrana och familjen egentliga grodor. IUCN kategoriserar arten globalt som livskraftig. Inga underarter finns listade i Catalogue of Life.